# 聖若望·瑪利亞·維雅納個人宗座署理區
聖若望·瑪利亞·維雅納個人宗座署理區（拉丁語：Administratio Apostolica Personalis Sancti Ioannis Mariae Vianney）是巴西一個羅馬天主教個人宗座署理區，直屬聖座。也是唯一一個同類型的教會行政體系，也是唯一一個專為服務奉行脫利騰彌撒團體而設的教會轄區。名稱中的「個人」是指轄管是以成員為導向，而非以地緣為導向。就此層面的類似體系還有以軍中服役的天主教徒為對象的軍中教長區，或是個別教長管轄區。

## 現況
宗座署理區成立於2002年1月18日，位於坎普斯教區。2010年有教友29,512人、一百五十個堂區、三十三名司鐸。現任宗座署理為費爾南多·阿里亞斯·里凡。

## 起源
就在梵蒂岡第二屆大公會議後，天主教推行了禮儀改革。不再堅持使用傳統拉丁文彌撒，改採當地語言作為儀式用語。然而這也引發傳統主義者的反抗，包括坎普斯教區主教安東尼·德·卡斯特·羅梅耶。這位在1949年1月3日至1981年8月29日間帶領該教區的主教，帶頭反抗了教宗保祿六世所推行的禮儀改革，並堅持採用傳統彌撒。
而在他退休後，這個高齡的主教依然沒有停止帶領教區內的反抗團體，他甚至參與了由創立了傳統主義組織聖庇護十世司鐸兄弟會的法籍總主教馬歇爾·勒菲弗在無視教宗若望保祿二世的反對與警告下所進行的私自祝聖主教的儀式。在這其中卡斯特·羅梅耶以共祭的主教身分同勒菲弗一起祝聖了四位聖庇護十世司鐸兄弟會的成員司鐸為主教。事件過後教宗若望保祿二世於同年7月2日以自動手諭的形式發布宗座詔書，證實卡斯特·羅梅耶以及那五位聖庇護十世兄弟會的主教都因為私自祝聖而處於自科絕罰的狀態。
在坎普斯教區，支持卡斯特·羅梅耶的司鐸們組成了自己的社團聖若望·瑪利亞·維雅納司鐸聯盟（Priestly Union of Saint Jean-Marie Vianney）或稱聖若望·瑪利亞·維雅納聖職者協會（Sacerdotal Society of St. John Marie Vianney）。就在卡斯特·羅梅耶主教於1991年辭世前，選擇了團體成員司鐸里其尼歐·蘭格爾為繼承者，而蘭格爾則在不久後接受了三位聖庇護十世兄弟會的主教的祝聖為主教，自然也被聖座視為非法祝聖。

## 與教宗重修舊好
2000年的大赦年時，坎普斯的司鐸團體曾與庇護十世兄弟會的代表團一起受邀前往羅馬朝聖。並獲得「天主的教會」宗座委員會的主席達里奧·卡斯崔隆·霍約斯樞機的歡迎，並舉行了一場午餐會。及後，蘭格爾主教就提出了回歸天主教會的請求。
接著在2001年8月15日，教宗若望保祿二世更發布一篇給予蘭格爾主教以及聖若望·瑪利亞·維雅納司鐸聯盟成員們的公開信。信中告知接納其團體回歸教會的立法文件正在籌畫中，並說明該組織在回歸後將被給予個人宗座署理區的地位。以及被給予可以使用教宗若望二十三世所批准印行的1962年出版的傳統拉丁彌撒經本的特許。文中同時也宣告了對蘭格爾主教的絕罰的撤銷。
接著在2002年1月18日聖若望·瑪利亞·維雅納個人宗座署理區正式宣告成立了，首任宗座署理由蘭格爾主教擔任，他同時也兼任扎那教區領銜主教。而原先的聖若望·瑪利亞·維雅納司鐸聯盟成員也正式回歸了天主教。